# CPI (オートバイ)
CPIは、台湾台中市大里区に本社を有するCPI Motor（捷穎実業有限公司）のオートバイブランドである。
- 1991年に設立。エンジンの生産開始
- 1995年にオートバイの生産を開始しヨーロッパへの輸出を開始

主な生産車種はエンデューロ、スクーター、ATVなどである。
日本での輸入代理店としては高松産業が行っていた。

## 商品

### 二輪
エンデューロ
- SM250

スクーター
- ARAGON125
- GTR ５０
- GTR 150
- GPR
- BEAK
- POPCORN100

### ATV
- 150
- 100